# Saison 1992-1993 du Racing Club de Strasbourg
Maillots
Dernière mise à jour : 20 mars 2017.
Chronologie
Saison précédente Saison suivante
La saison 1992-1993 du Racing Club de Strasbourg, ou RC Strasbourg, voit le club retourner au Championnat de France de football D1 1992-1993, dont ils terminent à la 8e place. Ils remontent à ce niveau après avoir battu Rennes aux barrages la saison précédente.
Cette saison est marquée par la meilleure affluence que le stade de la Meinau ait connu, puisque 21 773 spectateurs ont été au stade en moyenne par match.